# Bruno Constant
Pour les articles homonymes, voir Constant.
Bruno Constant, né en 1962, est un ancien joueur de basket-ball français. Il évoluait au poste 3 (2,00 m).

## Biographie
En 2011, on lui diagnostique la maladie de Charcot-Marie-Tooth. Depuis lors, il s'est lancé dans le cyclisme handisport en partenariat avec le Vélo Club Challandais et remporte la Coupe de France de sa discipline à trois reprises, mais trop faible physiquement, il manque les Jeux paralympiques de Rio.

## Carrière
- 1979-1987  :  Etoile Sportive du Marais Challans (Nationale 1)
- 1987-1988  :  ASVEL Villeurbanne (N 1 A)
- 1988-1990  :  Cholet (N 1 A)
- 1991-1992 :  Tours BC (N 1 A)
- 1993-1994 :  Maurienne (Pro B)